# Чемпионат России по тяжёлой атлетике 2009
18-й Чемпионат России по тяжёлой атлетике прошёл в Нальчике с 18 по 22 августа 2009 года.

## Медалисты

### Мужчины
| Дисциплины   | Золото                                         | Золото | Серебро                                        | Серебро | Бронза                                       | Бронза |
| 56 кг        | 56 кг                                          | 56 кг  | 56 кг                                          | 56 кг   | 56 кг                                        | 56 кг  |
| ------------ | ---------------------------------------------- | ------ | ---------------------------------------------- | ------- | -------------------------------------------- | ------ |
| Рывок        | Михаил Шевченко Волгоград                      | 114 кг | Арсен Тамразян Новосибирск                     | 108 кг  | Рустам Дзодзиев Владикавказ                  | 105 кг |
| Толчок       | Михаил Шевченко Волгоград                      | 137 кг | Арсен Тамразян Новосибирск                     | 136 кг  | Геннадий Зыков Санкт-Петербург               | 120 кг |
| Сумма        | Михаил Шевченко Волгоград                      | 251 кг | Арсен Тамразян Новосибирск                     | 244 кг  | Рустам Дзодзиев Владикавказ                  | 225 кг |
| 62 кг        |                                                |        |                                                |         |                                              |        |
| Рывок        | Сергей Долженко Липецкая область               | 116 кг | Антон Дунин Кемеровская область                | 115 кг  | Феликс Халибеков Москва                      | 115 кг |
| Толчок       | Антон Дунин Кемеровская область                | 143 кг | Хегани Исмаилов Дагестан                       | 143 кг  | Феликс Халибеков Москва                      | 115 кг |
| Сумма        | Антон Дунин Кемеровская область                | 258 кг | Хегани Исмаилов Дагестан                       | 258 кг  | Феликс Халибеков Москва                      | 257 кг |
| 69 кг        |                                                |        |                                                |         |                                              |        |
| Рывок        | Таукан Геккиев Кабардино-Балкария              | 144 кг | Михаил Гобеев Санкт-Петербург                  | 143 кг  | Исмаил Юсупов Чечня                          | 140 кг |
| Толчок       | Михаил Гобеев Санкт-Петербург                  | 167 кг | Таукан Геккиев Кабардино-Балкария              | 165 кг  | Сайхан Сатуев Чечня                          | 165 кг |
| Сумма        | Михаил Гобеев Санкт-Петербург                  | 310 кг | Таукан Геккиев Кабардино-Балкария              | 309 кг  | Исмаил Юсупов Чечня                          | 305 кг |
| 77 кг        |                                                |        |                                                |         |                                              |        |
| Рывок        | Антон Котляров Кемеровская область             | 155 кг | Владислав Луканин Краснодарский край           | 155 кг  | Дмитрий Иваненко Хабаровский край            | 155 кг |
| Толчок       | Владислав Луканин Краснодарский край           | 195 кг | Павел Заикин Санкт-Петербург                   | 184 кг  | Армен Казарян Самарская область              | 183 кг |
| Сумма        | Владислав Луканин Краснодарский край           | 350 кг | Дмитрий Иваненко Хабаровский край              | 337 кг  | Руслан Лизунов ХМАО                          | 336 кг |
| 85 кг        |                                                |        |                                                |         |                                              |        |
| Рывок        | Роман Хаматшин Приморский край                 | 163 кг | Рамазан Расулов Дагестан                       | 161 кг  | Сослан Боцоев Кабардино-Балкария             | 155 кг |
| Толчок       | Роман Хаматшин Приморский край                 | 200 кг | Аслан Бидеев Кабардино-Балкария                | 197 кг  | Рамазан Расулов Дагестан                     | 190 кг |
| Сумма        | Роман Хаматшин Приморский край                 | 363 кг | Аслан Бидеев Кабардино-Балкария                | 352 кг  | Рамазан Расулов Дагестан                     | 351 кг |
| 94 кг        |                                                |        |                                                |         |                                              |        |
| Рывок        | Хаджимурат Аккаев Кабардино-Балкария           | 186 кг | Василий Половников Кабардино-Балкария          | 180 кг  | Андрей Деманов Татарстан                     | 178 кг |
| Толчок       | Василий Половников Кабардино-Балкария          | 226 кг | Хаджимурат Аккаев Кабардино-Балкария           | 220 кг  | Андрей Деманов Татарстан                     | 217 кг |
| Сумма        | Василий Половников Кабардино-Балкария          | 406 кг | Хаджимурат Аккаев Кабардино-Балкария           | 406 кг  | Андрей Деманов Татарстан                     | 395 кг |
| 105 кг       |                                                |        |                                                |         |                                              |        |
| Рывок        | Дмитрий Лапиков Калининград, Москва            | 195 кг | Глеб Писаревский Архангельская область         | 191 кг  | Роман Константинов Кемеровская область       | 185 кг |
| Толчок       | Дмитрий Лапиков Калининград, Москва            | 232 кг | Роман Константинов Кемеровская область         | 220 кг  | Глеб Писаревский Архангельская область       | 220 кг |
| Сумма        | Дмитрий Лапиков Калининград, Москва            | 427 кг | Глеб Писаревский Архангельская область         | 411 кг  | Роман Константинов Кемеровская область       | 405 кг |
| свыше 105 кг |                                                |        |                                                |         |                                              |        |
| Рывок        | Дмитрий Фомичёв Ярославская область, Рыбинск   | 190 кг | Андрей Козлов Санкт-Петербург, Курская область | 190 кг  | Аслан Баматалиев Москва                      | 182 кг |
| Толчок       | Андрей Козлов Санкт-Петербург, Курская область | 230 кг | Аслан Баматалиев Москва                        | 220 кг  | Дмитрий Фомичёв Ярославская область, Рыбинск | 215 кг |
| Сумма        | Андрей Козлов Санкт-Петербург, Курская область | 420 кг | Дмитрий Фомичёв Ярославская область, Рыбинск   | 405 кг  | Аслан Баматалиев Москва                      | 402 кг |

### Женщины
| Дисциплины  | Золото                                               | Золото   | Серебро                                               | Серебро  | Бронза                                       | Бронза   |
| до 48 кг    | до 48 кг                                             | до 48 кг | до 48 кг                                              | до 48 кг | до 48 кг                                     | до 48 кг |
| ----------- | ---------------------------------------------------- | -------- | ----------------------------------------------------- | -------- | -------------------------------------------- | -------- |
| Рывок       | Светлана Хаматшина Приморский край                   | 71 кг    | Ильзира Миниева Башкортостан, Москва                  | 67 кг    | Аминат Масхадова Красноярск                  | 63 кг    |
| Толчок      | Ильзира Миниева Башкортостан, Москва                 | 90 кг    | Светлана Хаматшина Приморский край                    | 85 кг    | Аминат Масхадова Красноярск                  | 80 кг    |
| Сумма       | Ильзира Миниева Башкортостан, Москва                 | 157 кг   | Светлана Хаматшина Приморский край                    | 156 кг   | Аминат Масхадова Красноярск                  | 143 кг   |
| до 53 кг    |                                                      |          |                                                       |          |                                              |          |
| Рывок       | Светлана Ульянова Свердловская область               | 83 кг    | Регина Мавлютова Башкортостан                         | 82 кг    | Марина Гужевникова Кемеровская область       | 70 кг    |
| Толчок      | Светлана Ульянова Свердловская область               | 110 кг   | Регина Мавлютова Башкортостан                         | 101 кг   | Марина Гужевникова Кемеровская область       | 85 кг    |
| Сумма       | Светлана Ульянова Свердловская область               | 193 кг   | Регина Мавлютова Башкортостан                         | 183 кг   | Марина Гужевникова Кемеровская область       | 155 кг   |
| до 58 кг    |                                                      |          |                                                       |          |                                              |          |
| Рывок       | Елена Лябина Москва                                  | 89 кг    | Рузанна Кулова Кабардино-Балкария                     | 92 кг    | Ольга Сибетова Москва, Нижегородская область | 90 кг    |
| Толчок      | Елена Лябина Москва                                  | 113 кг   | Ольга Сибетова Москва, Нижегородская область          | 110 кг   | Рузанна Кулова Кабардино-Балкария            | 108 кг   |
| Сумма       | Елена Лябина Москва                                  | 202 кг   | Ольга Сибетова Москва, Нижегородская область          | 200 кг   | Рузанна Кулова Кабардино-Балкария            | 200 кг   |
| до 63 кг    |                                                      |          |                                                       |          |                                              |          |
| Рывок       | Виктория Савенко Иркутская область                   | 110 кг   | Ольга Афанасьева Челябинская область, Санкт-Петербург | 93 кг    | Марина Дубровина Ростовская область          | 82 кг    |
| Толчок      | Виктория Савенко Иркутская область                   | 130 кг   | Ольга Афанасьева Челябинская область, Санкт-Петербург | 112 кг   | Марина Дубровина Ростовская область          | 102 кг   |
| Сумма       | Виктория Савенко Иркутская область                   | 240 кг   | Ольга Афанасьева Челябинская область, Санкт-Петербург | 205 кг   | Марина Дубровина Ростовская область          | 184 кг   |
| до 69 кг    |                                                      |          |                                                       |          |                                              |          |
| Рывок       | Светлана Шимкова Татарстан                           | 100 кг   | Анастасия Романова Нижегородская область              | 88 кг    | Лейла Хугаева Владикавказ                    | 85 кг    |
| Толчок      | Светлана Шимкова Татарстан                           | 125 кг   | Анастасия Романова Нижегородская область              | 105 кг   | Лейла Хугаева Владикавказ                    | 105 кг   |
| Сумма       | Светлана Шимкова Татарстан                           | 225 кг   | Анастасия Романова Нижегородская область              | 193 кг   | Лейла Хугаева Владикавказ                    | 190 кг   |
| до 75 кг    |                                                      |          |                                                       |          |                                              |          |
| Рывок       | Надежда Евстюхина Москва, Пензенская область         | 120 кг   | Екатерина Жуковская Красноярский край                 | 110 кг   | Екатерина Тезина Мордовия                    | 85 кг    |
| Толчок      | Надежда Евстюхина Москва, Пензенская область         | 150 кг   | Виктория Семёнова Красноярский край                   | 130 кг   | Екатерина Жуковская Мордовия                 | 130 кг   |
| Сумма       | Надежда Евстюхина Москва, Пензенская область         | 270 кг   | Екатерина Жуковская Красноярский край                 | 240 кг   | Екатерина Тезина Мордовия                    | 180 кг   |
| свыше 75 кг |                                                      |          |                                                       |          |                                              |          |
| Рывок       | Татьяна Каширина Московская область, Санкт-Петербург | 130 кг   | Юлия Коновалова Москва, Московская область            | 120 кг   | Татьяна Кренделева Липецк                    | 116 кг   |
| Толчок      | Татьяна Каширина Московская область, Санкт-Петербург | 160 кг   | Юлия Коновалова Москва, Московская область            | 150 кг   | Татьяна Кренделева Липецк                    | 130 кг   |
| Сумма       | Татьяна Каширина Московская область, Санкт-Петербург | 290 кг   | Юлия Коновалова Москва, Московская область            | 270 кг   | Татьяна Кренделева Липецк                    | 246 кг   |

## Командный зачёт

### Мужчины
1. Москва — 595 очков;
2. Санкт-Петербург — 545;
3. Кабардино-Балкария — 539.

### Женщины
1. Москва — 546;
2. Нижегородская область — 281;
3. Санкт-Петербург — 257.